# Xã Cohoctah, Michigan
Xã Cohoctah (tiếng Anh: Cohoctah Township) là một xã thuộc quận Livingston, tiểu bang Michigan, Hoa Kỳ. Năm 2010, dân số của xã này là 3.317 người.